# Hydrozetes
Hydrozetes – rodzaj roztoczy z kohorty mechowców i rodziny Hydrozetidae.
Rodzaj ten został opisany w 1902 roku przez Antonia Berlesego. Gatunkiem typowym wyznaczono Notaspis lacustris.
Mechowce te mają po każdej stronie pazura przednich stóp grube, piłkowane szczeciny.  Szczeciny notogastralne występują w liczbie 16 lub 17 par, genitalne 6 par, aggenitalne 1 pary, analne 2 par, a adanalne 3 par. Odnóża są jednopalczaste.
Rodzaj kosmopolityczny.
Należy tu 31 opisanych gatunków:
- Hydrozetes amudariensis Koshchanova et Krivolutsky, 1984
- Hydrozetes californiensis
- Hydrozetes capensis Engelbrecht, 1974
- Hydrozetes confervae (Schrank, 1781)
- Hydrozetes dimorphus Hammer, 1962
- Hydrozetes edentulus Willmann, 1931
- Hydrozetes eichhornia (Soliman, Hussein et Ramadan, 1991)
- Hydrozetes escobari Fernández et Travé, 1984
- Hydrozetes gueyeae Mahunka, 1990
- Hydrozetes indicator Habeeb, 1974
- Hydrozetes inquirenda Subías, 2010
- Hydrozetes laccosis Woolley, 1969
- Hydrozetes lacustris (Michael, 1882)
- Hydrozetes lemnae (Coggi, 1897)
- Hydrozetes mollicoma Hammer, 1958
- Hydrozetes longisetosus S. et A. Seniczak, 2009
- Hydrozetes megacephalum (Berlese, 1901)
- Hydrozetes niloticus (Trägårdh, 1905)
- Hydrozetes nymphoides (Habeeb, 1982)
- Hydrozetes paulista Pérez-Íñigo et Baggio, 1989
- Hydrozetes etrunkevitchi Newel, 1945
- Hydrozetes platensis Berlese, 1902
- Hydrozetes replacementica (Soliman, Hussein et Ramadan, 1991
- Hydrozetes ringueleti (Fernández, 1984)
- Hydrozetes tamarae Toslstikov, 1996
- Hydrozetes thienemanni Strenzke, 1943
- Hydrozetes tobaicus Willmann, 1931
- Hydrozetes tridactylus Abdel-Hamid, 1964
- Hydrozetes uberabensis Pérez-Íñigo et Baggio, 1996
- Hydrozetes vicarius Balogh, 1958
- Hydrozetes videor Habeeb, 1974